# Großer Langnasenbeutler

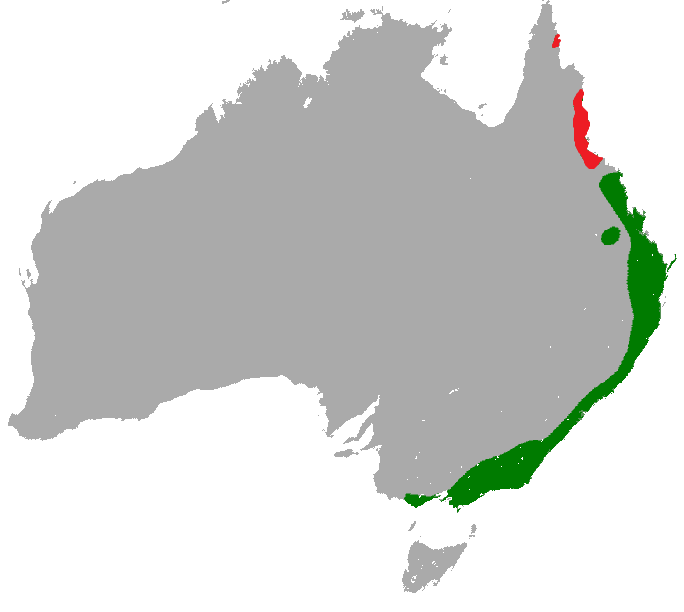
Grün, das Verbreitungsgebiet des Großen Langnasenbeutlers, rot das von Perameles pallescens

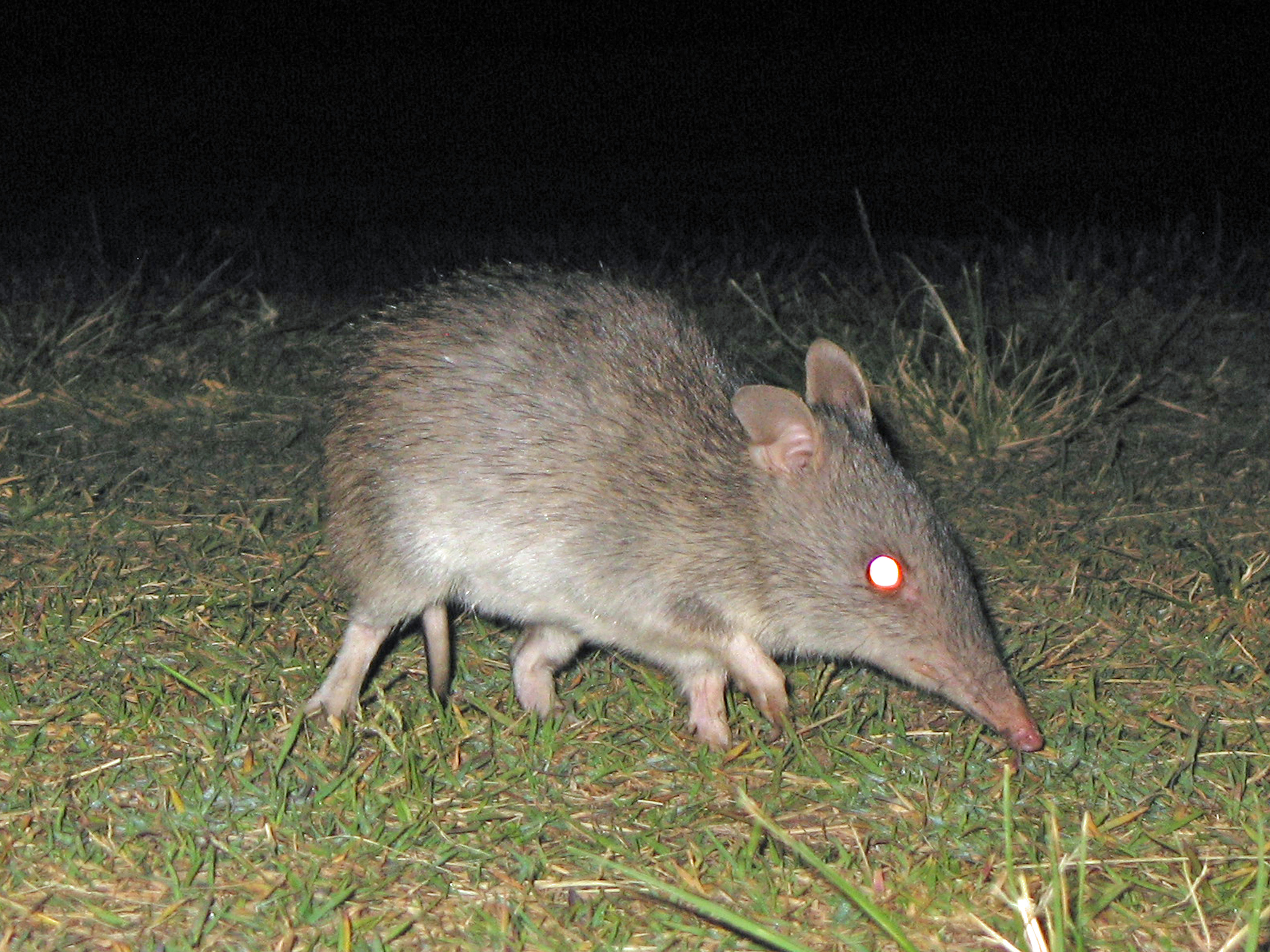
Nachtaufnahme eines Großen Langnasenbeutlers

Der Große Langnasenbeutler (Perameles nasuta) ist ein Beuteltier, das in der östlichen Küstenregion von Queensland von Mackay im Norden bis zum südöstlichen Victoria vorkommt. Die ursprünglich als Unterart P. nasuta pallescens der Art zugerechneten Langnasenbeutlerpopulation im Nordosten von Queensland gilt inzwischen als eigenständige Art.

## Merkmale
Der Große Langnasenbeutler erreicht eine Kopf-Rumpf-Länge von 31 bis 44,5 cm, hat einen 12 bis 16 cm langen Schwanz und ein Gewicht von 0,52 bis 1,3 kg. Ausgewachsene Männchen sind im Schnitt 25 % schwerer und 10 % länger als die Weibchen. Das Fell ist auf dem Kopf, auf dem Rücken und an den Körperseiten graubraun. Das Bauchfell und die Vorder- und Hinterpfoten sind weißlich oder cremefarben. Die Schnauze ist lang und spitz und die Ohren sind spitz und werden meist aufrecht gehalten.
Von Perameles pallescens unterscheidet sich der Große Langnasenbeutler äußerlich nicht. Allerdings ist die Ausbildung der Zahnhöcker unterschiedlich und der Große Langnasenbeutler besitzt meistens einen niedrigen Scheitelkamm, der den Männchen von Perameles pallescens fehlt oder der nur sehr rudimentär ausgebildet ist. Vom Tasmanischen Langnasenbeutler (Perameles gunnii) und vom Streifen-Langnasenbeutler (Perameles bougainville) kann der Große Langnasenbeutler vor allem durch die fast einheitliche Färbung der Körperseiten unterschieden werden, während die zwei anderen Arten auf den hinteren Körperseiten zwei bis vier helle, senkrecht verlaufende Streifen zeigen. Weitere Unterschiede betreffen die Zahnmorphologie und beim Streifen-Langnasenbeutler auch die Schädelmorphologie. Der Große Langnasenbeutler ist deutlich größer als der Tasmanische Langnasenbeutler und der Streifen-Langnasenbeutler.

## Vorkommen und Lebensweise
Die Art kommt in vielen unterschiedlichen Habitaten mit einem jährlichen Niederschlag von mehr als 750 mm vor. Darunter sind offene Wälder, Galeriewälder, Sümpfe und Heidegebiete. In den Vororten von Brisbane und Sydney und weiterer Städte an der Ostküste Australien wird sie auch regelmäßig in Gärten gesichtet. Der Große Langnasenbeutler bevorzugt Regionen mit dichter Vegetation, in der er seine aus trockenen Gräsern und Blättern bestehenden Nester bauen kann. Die Nester, in denen die nachtaktiven Tiere den Tag verbringen, können ein oder zwei Eingänge haben. Sie werden vor Anbruch der Morgendämmerung aufgesucht. Wie die anderen Nasenbeutler ernährt sich der Große Langnasenbeutler vor allem von Insekten und anderen Wirbellosen. Außerdem werden kleine Wirbeltiere, Wirbeltiereier, Früchte, Samen, Pilze und verschiedene Bestandteile von Pflanzen gefressen. Auf dem Boden lebende Beute wird wahrscheinlich vor allem mit Hilfe des Gehörs wahrgenommen, im Erdboden lebende Beute wird erschnüffelt und mit den kräftigen Vorderpfoten ausgegraben. Dabei hinterlässt der Große Langnasenbeutler charakteristische, konisch geformte Erdlöcher, die bis zu 30 cm tief sein können.

## Fortpflanzung
Pro Wurf bringt das Weibchen ein bis fünf Junge zur Welt, meist zwei bis drei. Eine spezielle Fortpflanzungszeit wurde nicht festgestellt, allerdings gibt es im Winter weniger Geburten. Die meisten Geburten finden im September und November statt. Die Trächtigkeitsdauer beträgt nur 12,5 Tage. Nachdem die Jungtiere in den Beutel gekrochen sind, saugen sie sich an die Zitzen fest und lösen sich erstmals nach 30 Tagen von ihnen. Mit einem Alter von 62 bis 68 Tagen werden sie entwöhnt. Das Weibchen kümmert sich kurz danach nicht mehr um den Nachwuchs. Oft paart sich das Weibchen erneut, wenn die Jungen 50 bis 55 Tage alt sind, so dass sie unmittelbar nach der Entwöhnung des vorigen Wurfs erneut Jungtiere bekommt. Ein Weibchen kann bis zu vier Mal im Jahr gebären. Nur 20 % der Jungtiere erreichen das Erwachsenenalter. Weibchen werden mit vier Monaten geschlechtsreif, bei den Männchen dauert das Erreichen der Geschlechtsreife einen Monat länger.

## Gefährdung und Schutzmaßnahmen
Obwohl diese Art durch eingeführte Rotfüchse, Haushunde und Hauskatzen gejagt und der Lebensraum durch Erschließung landwirtschaftlicher Flächen sowie durch menschlichen Siedlungen und Buschbrände bedroht ist, hat dies bisher noch keine negativen Auswirkungen, wie bei anderen Arten aus der Ordnung der Nasenbeutler, auf die Population verursacht. Diese Art kommt in verschiedenen Schutzgebieten vor.